# Milan Pecka
Milan Pecka (* 23. listopadu 1945, Mestečko) je český pedagog, komunální politik, a činovník křesťanských organizací.
Byl spoluzakladatelem Katedry křesťanské výchovy Pedagogické fakulty Ostravské univerzity, kde přednášel katechetiku. V letech 2006–2015 byl členem Rady České evangelikální aliance. Dlouhodobě působí jako člen ústředního vedení Křesťanského společenství; v letech 2013–2019 byl jeho předsedou.
Po sametové revoluci působil krátce jako komunální politik ve Svrčinovci. V letech 2006–2011 působil jako místostarosta Českého Těšína. Do městského zastupitelstva byl zvolen za ODS.
Milan Pecka je ženatý a má dvě dcery.